# Tobias Pachonik
Tobias Pachonik (* 4. Januar 1995 in Marktoberdorf) ist ein deutscher Fußballspieler. Er wird vorrangig als rechter Außenverteidiger eingesetzt.

## Karriere
Seine fußballerischen Anfänge machte Pachonik beim TSV Marktoberdorf. Nach jeweils einem Jahr im Trikot des FSV Marktoberdorf, der SpVgg Kaufbeuren und der TSG Thannhausen spielte er ab der Saison 2010/11 für den 1. FC Nürnberg. Ab 2013 spielte er zunächst für die U21 des 1. FC Nürnberg in der Regionalliga Bayern. Sein Bundesliga-Debüt gab er am 3. Mai 2014. Ab der Saison 2014/15 stieg er dann fest in den Profikader des 1. FC Nürnberg auf. In der Spielzeit 2015/16 wurde er an die Stuttgarter Kickers verliehen. Nach der Vertragsauflösung beim 1. FC Nürnberg spielte er in der Saison 2016/17 für die U23-Mannschaft des FC Schalke 04 in der Regionalliga West. Von 2017 bis 2019 spielte Pachonik zwei Spielzeiten beim Carpi FC 1909 in der italienischen Serie B und wurde in der Saison 2017/2018 von den Trainern der Serie B zum besten Außenverteidiger der Liga gewählt. Ab der Saison 2019/2020 stand der Marktoberdorfer beim niederländischen Erstligisten VVV-Venlo unter Vertrag. Außerdem kam Pachonik für die deutsche U-19- und U-20-Nationalmannschaft zu insgesamt 11 Einsätzen.